# 朱乙
朱乙（？—947年），五代十国后晋人，后梁嗣密王。
后梁灭亡后，朱乙避祸出家为僧。946年，契丹灭亡后晋，拥有部众1万余人的嵩山盗贼首领张遇趁机拥立朱乙为天子，将嵩岳神的衮冕扒下给他穿。947年，率领部众1万余人袭击郑州、洛阳。被武定节度使方太击败。四月，张遇杀死朱乙，向方太投降。